# اشتراسن
اشتراسن (به لوکزامبورگی: Stroossen) یک شهرداری در استان لوکزامبورگ کشور لوکزامبورگ است که ۱۰٫۷۱ کیلومترمربع مساحت دارد و جمعیت آن در سال ۲۰۰۹ میلادی ۷۵۵۸ نفر بوده‌است.